# Avförtrollad
Avförtrollad (engelska: Disenchanted) är en amerikansk långfilm från 2022 i regi av Adam Shankman, samt en uppföljare till den Kevin Lima-regisserade filmen Förtrollad från 2007. I rollerna återses Amy Adams, Patrick Dempsey, James Marsden och Idina Menzel, som alla fyra spelar respektive roll från den förra filmen. Andra medverkande skådespelare är Gabriella Baldacchino (som ersätter Rachel Covey i rollen som Morgan), Maya Rudolph, Yvette Nicole Brown, Jayma Mays, Kolton Stewart, Oscar Nuñez och Griffin Newman.
Filmen släpptes för officiell premiär på Disney+ den 18 november 2022.

## Handling
Det har gått 15 år sedan Giselle (Amy Adams) och Robert (Patrick Dempsey) gifte sig men livet i staden har gjort Giselle desillusionerad. De beslutar sig för att flytta sin växande familj till den sömniga förorten Monroeville, i jakten på ett mer sagolikt liv. Tyvärr blir det inte den snabba lösning Giselle hoppats på. Förortslivet kommer med en ny uppsättning regler som måste följas och en egen dominerande drottning i Malvina Monroe (Maya Rudolph), som får Giselle att känna sig mer malplacerad än någonsin.
I frustrationen över att det är så svårt att få leva lycklig i alla sina dagar, vänder hon sig till Andalasias magi och förvandlar av misstag hela den lilla förortsstaden till en saga i verkliga livet, vilket äventyrar hennes familjs framtida lycka. Nu hamnar Giselle i en kamp mot klockan för att upphäva förtrollningen och besluta sig för vad att leva lycklig i alla sina dagar betyder för henne och hennes familj.

## Rollista (i urval)
| Karaktär/Rollfigur | Skådespelare          | Svensk röst                                                                           |
| ------------------ | --------------------- | ------------------------------------------------------------------------------------- |
| Giselle Philip     | Amy Adams             | Mikaela Tidermark Nelson                                                              |
| Robert Philip      | Patrick Dempsey       | Jakob Stadell                                                                         |
| Kung Edward        | James Marsden         | Nicklas Berglund                                                                      |
| Nancy Tremaine     | Idina Menzel          | Anette Belander                                                                       |
| Malvina Monroe     | Maya Rudolph          | Sanna Martin                                                                          |
| Morgan Philip      | Gabriella Baldacchino | Selma Backman                                                                         |
| Rosaleen           | Yvette Nicole Brown   | Charlotte Ardai Jennefors                                                             |
| Ruby               | Jayma Mays            | Sandra Caménisch                                                                      |
| Tyson Monroe       | Kolton Stewart        | Mikael Regenholz                                                                      |
| Edgar              | Oscar Nuñez           | Anton Olofson Raeder (dock krediterad på övriga röster i den svenska dubbningslistan) |
| Pip                | Griffin Newman (röst) | Christian Hedlund                                                                     |